# Corasoides terania
Espèce
Corasoides terania est une espèce d'araignées aranéomorphes de la famille des Desidae.

## Distribution
Cette espèce est endémique d'Australie. Elle se rencontre en Nouvelle-Galles du Sud vers les parcs des Border Ranges, de Wollumbin et de Nightcap et au Queensland vers le parc national de Lamington.

## Description
La carapace du mâle holotype mesure 5,6 mm de long sur 4,4 mm et l'abdomen 5,5 mm de long sur 3,1 mm et la carapace de la femelle paratype mesure 5,3 mm de long sur 4,3 mm et l'abdomen 8,5 mm de long sur 4,1 mm.

## Étymologie
Son nom d'espèce lui a été donné en référence au lieu de sa découverte, Terania Creek.

## Publication originale
- Humphrey, 2017 : A revision and cladistic analysis of the genus Corasoides Butler (Araneae: Desidae) with descriptions of nine new species. Records of the Australian Museum, vol. 69, no 1, p. 15-64 (texte intégral).